# Питаро, Джеймс
Джеймс Питаро (англ. James Pitaro; 2 августа, 1960, США) — президент медиаконгломерата ESPN. Компания является ведущим мировым дистрибутором спортивного контента. Принадлежит The Walt Disney Company и Hearst Communications. Также Питаро занимает ряд руководящих позиций в The Walt Disney Company.

## Биография
Будущий руководитель ESPN вырос в округе Вестчестер, штат Нью-Йорк. Его отец служил в военно-морском флоте во время Вьетнамской войны, а после основал фирму по производству тротуарной плитки. Питаро с детства болел за бейсбольную команду «Нью-Йорк Янкис». Окончил юридическую школу Корнеллского университета, где получил степень бакалавра. Позднее получил степень доктора юридических наук в Университете Сент-Джонс.

### Карьера до ESPN
До The Walt Disney Company Джеймс Питаро работал в интернет компании Yahoo. Там он отвечал за медийные проекты — в том числе за Yahoo Sports and Yahoo Music. До прихода в интернет компанию он работал руководителем юридической практики в Launch.com.
В Disney он пришёл в 2010 году и занялся реформированием электронных медиа и игрового подразделения.
С 2016 года Питаро руководил производством потребительских товаров и направлением интерактивных медиа компании. Он отвечал за появление героев Disney, Pixar, Star Wars и Marvel — игрушек, печатной продукции, одноимённых фирменных магазинов по всему миру, интернет торговлю, социальную сеть Disney Digital Network, которая пересекалась с каждой третьей учётной записью в социальных сетях США.

### Карьера в ESPN
В апреле 2018 года Джеймс Питаро пришёл в ESPN. Предыдущий руководитель — Джон Скиппер — покинул свой пост после кокаинового скандала, связанного ним. По словам одного из сотрудников компания на тот момент находилась в худшем состоянии за 40 лет своего существования.
Под управлением Питаро ESPN сумел заключить договора с NFL и UFC. В апреле 2019 был запущен сервис ESPN+. Он позволяет доставлять спортивный контент напрямую до потребителя через множество гаджетов. Аудитория проекта достигла 1 млн пользователей меньше, чем за полгода. Более 10 000 спортивных мероприятий MLB, NHL, CFL, NBA в год стали доступны любителям спорта благодаря проекту.
Под руководством Джеймса трудится около 8 000 сотрудников.
Питаро считает, что в его СМИ не должна освещаться политическая составляющая спорта, а лишь непосредственно события. Внутренние замеры канала после прихода нового руководителя показали, что республиканцы и демократы по-разному смотрят его, поэтому политику решено было оставить вне эфира.

### Личная жизнь и хобби
Джеймс Питаро работает в нескольких советах директоров — в том числе благотворительных организаций.
Женат на актрисе Джин Луизе Келли.